# Bagno (Katowice)
Bagno – część Katowic, położona na terenie dzielnicy Szopienice-Burowiec, w rejonie ulic Bagiennej i Roździeńskiej.
Początki Bagna sięgają pierwszej połowy XIX wieku, kiedy to na bagnistych terenach Roździenia powstała kolonia robotnicza, która w późniejszym czasie wraz z budową arterii drogowej ukończonej w 1978 roku (obecna ul. Bagienna) została wyburzona. Obecnie obszar Bagna obejmuje rejon ul. Roździeńskiej. Znajduje się tu siedziba Zespołu Szkół Gastronomicznych im. Gustawa Morcinka w Katowicach, natomiast wierni rzymskokatoliccy z Bagna przynależą do parafii św. Jadwigi Śląskiej. W kwietniu 2012 roku na Bagnie mieszkało około 150 osób, w tym 35 dzieci.

## Geografia
Bagno graniczy od północy z Burowcem i Roździeniem, od wschodu również z Roździeniem i dalej z Szopienicami, od południa z dzielnicą Janów-Nikiszowiec, a od zachodu z Zawodziem. Osada położona jest w mezoregionie Wyżyna Katowicka (341.13), na obszarze Płaskowyżu Katowickiego zbudowanego z utworów karbońskich, rozciętego w rejonie Bagna przez dolinę Rawy, wypełnioną przez osady glacjalne. Bagno położone jest w zlewni Rawy, która płynie na północ od zabudowy osiedla z zachodu na wschód. Na całym odcinku rzeka ta jest uregulowana i obwałowana.

## Historia i architektura

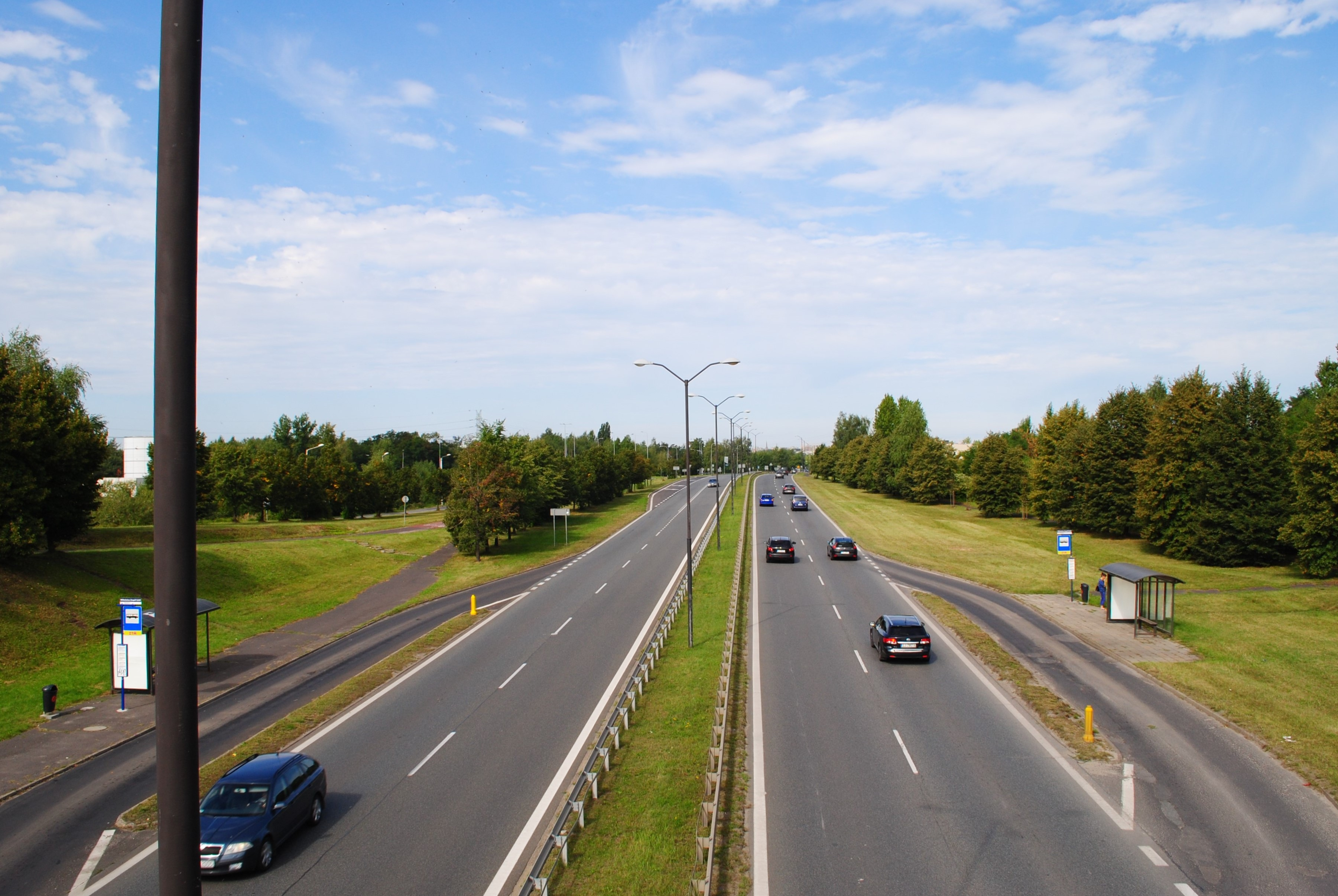
Ul. Bagienna; widok z ul. Szopienickiej na zachód, w rejon dawnej kolonii robotniczej Bagno

Bagno jako kolonia robotnicza powstała w pierwszej połowie XIX wieku w rejonie bagnistych terenów Roździenia, przy granicy z Zawodziem. Od tych terenów pochodzi obecna nazwa osady. Początkowo zamieszkana przez górników działających w pobliżu kopalń „Elfriede” i „Vitus”, a później dołączyli do nich hutnicy z powstałej w 1897 roku huty cynku „Bernhardi”.
Zabudowę kolonii tworzyły parterowe i piętrowe domy robotnicze – familoki, pozbawione wodociągu i kanalizacji. W 1885 roku w kolonii mieszkały 472 osoby. W latach 1929–1930 działała tu biblioteka towarzystwa Nasza Czytelnia, z której mogli korzystać robotnicy i ich rodziny. 17 maja 1939 roku kolonię zamieszkiwało już tylko 9 osób.
Od 1926 Bagno należało do gminy Szopienice-Roździeń, zaś 31 grudnia 1959 roku wraz z całą gminą zostało przyłączone do Katowic. W roku 1978 na terenie Bagna ukończono budowę węzła drogowego, które przebiegało przez tereny kolonii robotniczej, przez co zabudowa została wyburzona. Dawne jej tereny to obecnie okolice ulicy Bagiennej na odcinku od końca ul. 1 Maja oraz pomiędzy ul. Roździeńską a linią kolejową nr 1.
Za obszar Bagna współcześnie uznaje się rejon wzdłuż ul. Roździeńskiej. Składa się on głównie z zabudowy przemysłowo-usługowej powstałej w różnym okresie, a w mniejszym stopniu z obiektów mieszkalnych (ul. Roździeńska 20-20c, 22-26, 29, 31 i 39), a także z gmachu Zespołu Szkół Gastronomicznych z około 1910 roku, znajdującego się przy ul. Roździeńskiej 25.
W tym rejonie, w 1904 roku powstała walcownia cynku działająca przez około 110 lat. Została ona wpisana do rejestru zabytków 23 czerwca 2010 roku pod numerem A/308/10. Mieści się w niej Muzeum Hutnictwa Cynku.

## Gospodarka i transport

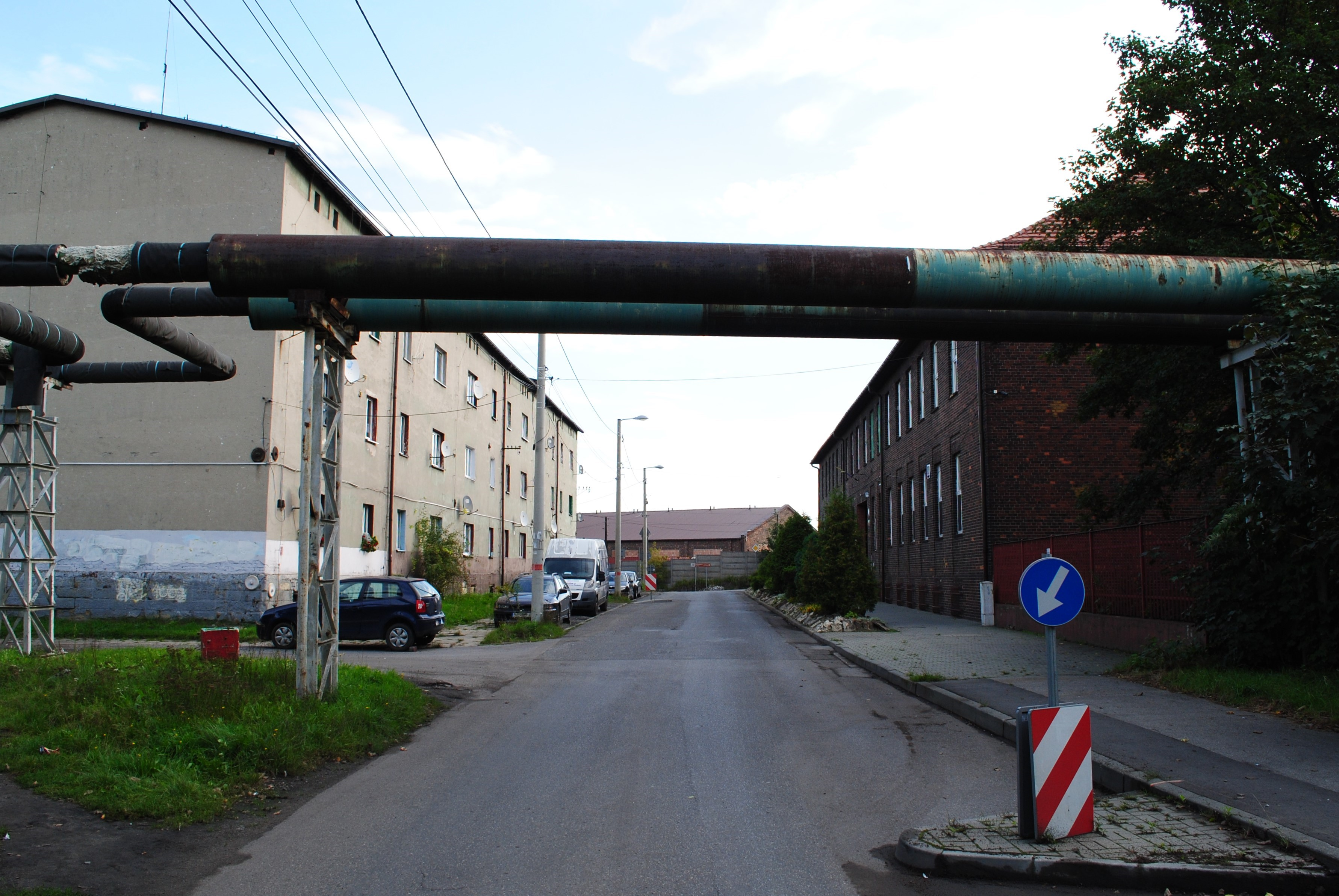
Ulica Roździeńska na Bagnie

Bagno jest miejscem koncentracji przedsiębiorstw z różnych branż. Na Bagnie, na podstawie rozporządzenia Rady Ministrów z dnia 2 listopada 2006 roku został wytyczony jeden z kompleksów obszaru Katowice Katowickiej Specjalnej Strefy Ekonomicznej, znajdujący się w rejonie ul. Roździeńskiej i Obrońców Westerplatte, o powierzchni około 4,97 ha. Na tym obszarze, przy ul. Roździeńskiej 49 funkcjonuje zakład amerykańskiego przedsiębiorstwa z branży maszynowej – Rockwell Automation. W Pobliżu tego zakładu koncentrują się przedsiębiorstwa branży transportowej, w tym firmy spedycyjne oraz serwis samochodów ciężarowych. Przy ul. Roździeńskiej 40 swoją siedzibę ma pracownia artystyczno-projektowa a w rejonie Walcowni znajduje się przedsiębiorstwo budowlane specjalizujące się w branży drogowej oraz jeden z oddziałów firmy oferującej ochroną osób i mienia. Obszar Bagna pozbawiony jest natomiast podstawowych punktów usługowo-handlowych dla mieszkańców.

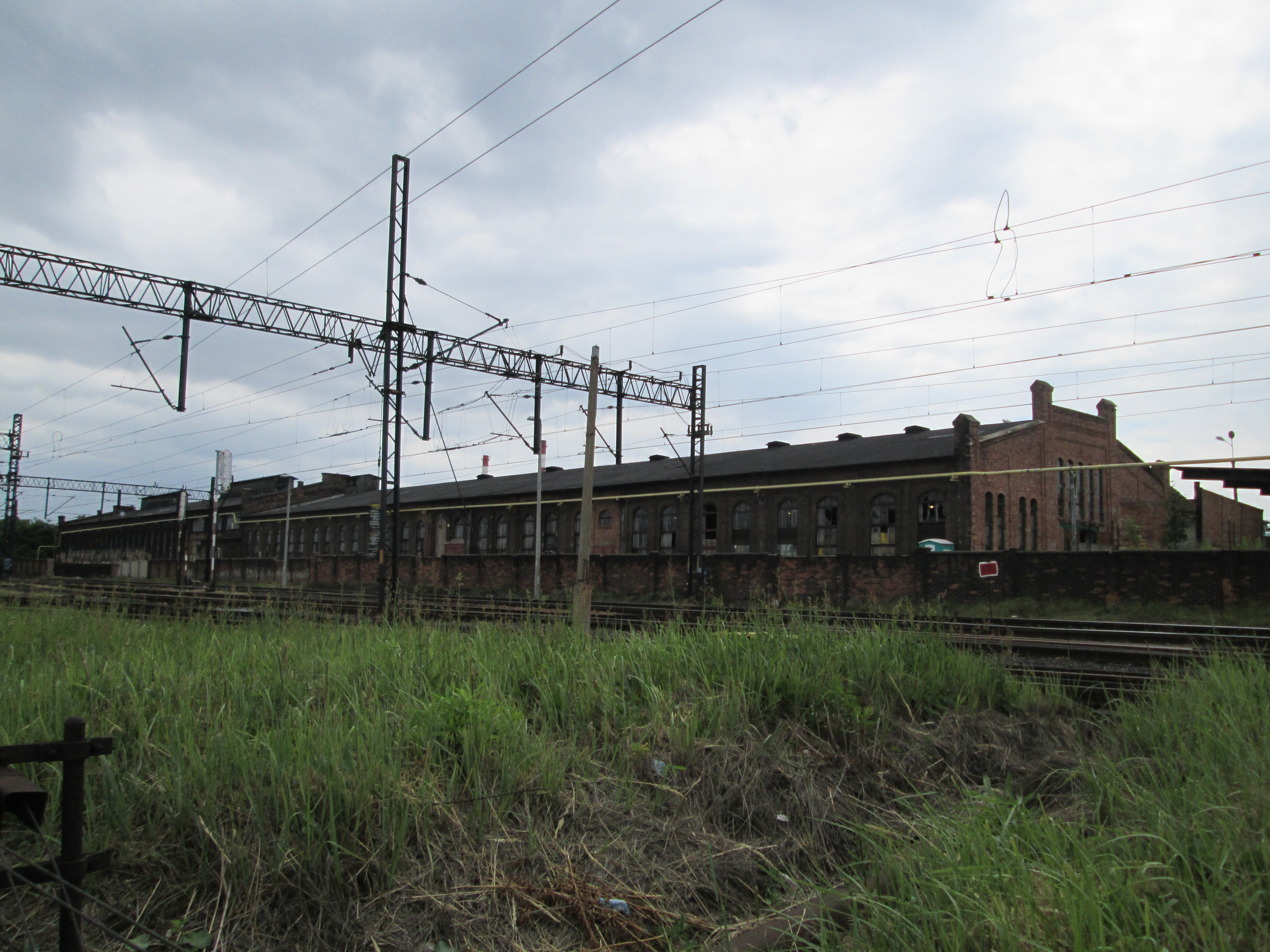
Fragment linii kolejowej nr 161 na wysokości Bagna; w tle Walcownia – Muzeum Hutnictwa Cynku

Główną drogą przechodzącą przez Bagno jest ul. Bagienna, która biegnie w południowej części w kierunku wschód-zachód; ze względu na równoleżnikowy przebieg stanowi ona alternatywę dla autostrady A4. Zapewnia ona połączenie Bagna w kierunku zachodnim z Chorzowem i Bytomiem, a w kierunku wschodnim z Mysłowicami, Jaworznem, Chrzanowem i Krakowem. W ruchu wewnętrznym główną drogą jest ulica Roździeńska. Jest to droga lokalna, która od zachodu łączy się z ul. Obrońców Westerplatte, natomiast oz wschodu z ul. ks. bp. Herberta Bednorza.
Na trasie wschód-zachód, w rejonie Bagna biegną dwie linie kolejowe: 1 i 161. Linia kolejowa nr 1 biegnie po południowej stronie osady przecinając ul. Bagienną, natomiast linia nr 161 północną częścią, na wysokości Walcowni. Przy ul. Roździeńskiej zlokalizowana jest nastawnia wykonawcza KSz-1 stacji Katowice Szopienice Północne.
W centrum Bagna nie ma żadnych przystanków transportu miejskiego. Najbliższe znajdują się przy skrzyżowaniu ul. Roździeńskiej i Obrońców Westerplatte (Szopienice Roździeńska; przystanek autobusowo-tramwajowy; po stronie zachodniej) oraz przy ul. ks. bp. Herberta Bednorza (Szopienice Bednorza; przystanek autobusowy; po stronie wschodniej). Łączą one Bagno z sąsiednimi miastami oraz dzielnicami Katowic. Są one uruchamiane na zlecenie ZTM.

## Kultura i społeczeństwo

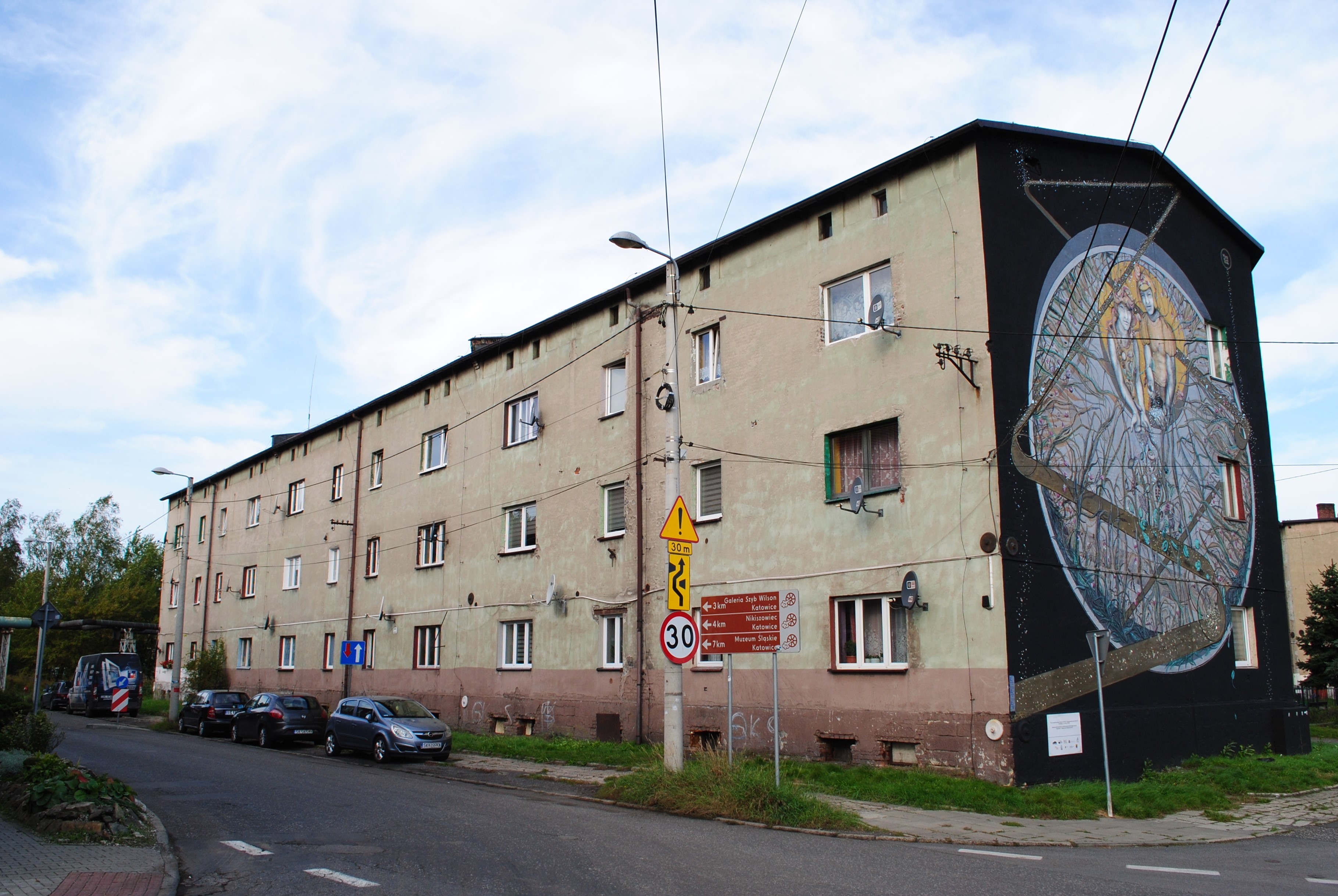
Budynek przy ul. Roździeńskiej 22-26; na ścianie powstały w 2019 roku mural autorstwa Mony Tusz

Na początku XXI wieku na Bagnie zapoczątkowano inicjatywy na rzecz integracji sąsiedzkiej. W październiku 2007 roku założono kronikę pt. Wyjście z Bagna, w której wskazano problemy osiedla, w tym brak poczucia bezpieczeństwa, nadmierne spożywanie alkoholu, brak przestrzeni publicznych na wspólne spędzanie wolnego czasu, a także zły stan techniczny budynków. W 2008 roku część mieszkańców postawiła w osadzie plac zabaw, który został odnowiony dwa lata później. W 2009 roku zawiązano grupę muzyczną Szopienickie Perły, składającą się głównie z matek i ich dzieci, które występowały później również na lokalnych festynach orz katowickim jarmarku. 27 sierpnia 2010 roku na Bagnie odbył się piknik integracyjny organizowany przez mieszkańców z inicjatywy grupy muzycznej Szopienickie Perły, która składa się z uczestników Programu Centrum Aktywności Lokalnej w Szopienicach.
W dalszym okresie mieszkańcy Bagna podjęli się następnych inicjatyw poprawiających sytuację osiedla, w tym pomalowania okien na jednej z klatek schodowych, urządzeń na placu zabaw i drzwi, naprawy płotu wokół placu zabaw czy sadzeniu kwiatów. Powstało miejsce spotkań dla dorosłych, na którym znajduje się ława, miejsce na grilla oraz mini fontanna. Dnia 22 marca 2013 roku świętowano pięciolecie przemiany osiedla. W tym samym dniu powołano Klub Mieszkańca, które od Hutniczo-Górniczej Spółdzielni Mieszkaniowej otrzymało wyremontowany wcześniej lokal. W klubie odbywają się cotygodniowe zajęcia dla dzieci oraz warsztaty artystyczne dla dorosłych.
W 2019 roku na budynku przy ul. Roździeńskiej 22 powstał mural przedstawiający Florę jako uosobienie natury oraz Floriana jako patrona hutników i strażaków. Autorką pracy jest Mona Tusz. Powstał on w ramach Festiwalu Murali organizowanego przez Muzeum Hutnictwa Cynku Walcownia.